# ایوان سوم
ایوان سوم واسیلی‌یِویچ (به روسی: Иван III) (۲۲ ژانویهٔ ۱۴۴۰ – ۲۷ اکتبر ۱۵۰۵) ملقب به ایوان کبیر، شاهزاده بزرگ مسکو و فرمانروای تمام روس از سال ۱۴۶۲ تا هنگام مرگش در سال ۱۵۰۵ میلادی بود. او پیش از آنکه خود به تخت بنشیند، به عنوان نایب‌السلطنهٔ پدر نابینایش واسیلی دوم حکومت می‌کرد. ایوان سوم یکی از مهم‌ترین فرمانروایان تاریخ روسیه محسوب می‌شود.
ایوان سوم در رقابت با دوک‌نشین بزرگ لیتوانی تلاش کرد بر نواحی نیمه‌مستقل قلمرو علیا و حوزه‌های رود دنیپر و رود اوکا دست یابد. او با نقض پیمان‌های پیشین و با جنگ‌های طولانی، توانست بر جمهوری نووگورود و شاهزاده‌نشین تور سلطه یابد. ایوان با اعلام استقلال، خودداری از پرداخت باج به مغول‌ها و حملات مکرر به آنها، راه را برای شکست کامل اردوی زرین که روبه اضمحلال بود، هموار ساخت. وی قلمرو خود را از طریق فتح، خرید، وراثت و توقیف اراضی بستگان سلسلهٔ خود گسترش داد و پایه‌های نخستین حکومت متمرکز روسیه را بنیان گذاشت. ایوان همچنین کرملین مسکو را نوسازی و قانون‌نامه‌ای جدید ایجاد کرد. او بیشتر به پایان دادن به تسلط تاتارها بر روسیه شهرت دارد.
ایوان کبیر نخستین فرمانروای روس بود که به‌طور رسمی از سال ۱۴۷۳ شروع به استفاده از لقب «تزار» در نامه‌های دیپلماتیک خود با سایر پادشاهان کرد؛ اگرچه همچنان عنوان سلطنتی «شاهزاده بزرگ مسکو» را در اختیار داشت. پس از ازدواج با سوفیا پالایولوگینا، ایوان نماد بیزانسی عقاب دو سر را وارد روسیه کرد و ایدهٔ مسکو، روم سوم را مد نظر قرار داد. سلطنت ۴۳ سالهٔ او پس از نوه‌اش ایوان مخوف که نخستین تزار تمام روسیه و بنیان‌گذار روسیه تزاری بود، طولانی‌ترین دورهٔ حکومت در تاریخ روسیه است.